# El Kolta
El Kolta (auch: Dan Kolta, Elkolta) ist ein Dorf in der Stadtgemeinde Guidan Roumdji in Niger.

## Geographie

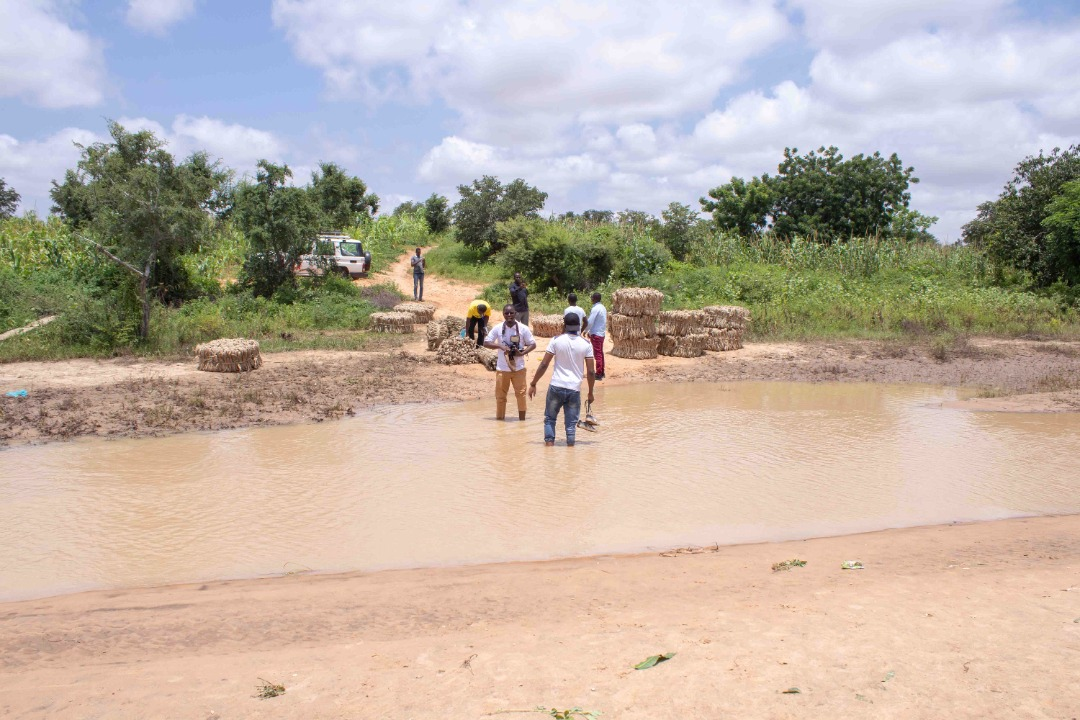
Überqueren eines Gewässers beim Dorf El Kolta (2022)

Das von einem traditionellen Ortsvorsteher (chef traditionnel) geleitete Dorf liegt am rechten Ufer des Trockentals Goulbi de Maradi. Es befindet sich rund 19 Kilometer östlich des urbanen Zentrums von Guidan Roumdji, der Hauptstadt des gleichnamigen Departements Guidan Roumdji, das zur Region Maradi gehört. Zu den Siedlungen in der näheren Umgebung von El Kolta zählen Chadakori im Nordosten, Janjouna Dan Tani im Osten und Karazomé im Westen.
El Kolta ist Teil der Übergangszone zwischen Sahel und Sudan. Die durchschnittliche jährliche Niederschlagsmenge beträgt hier zwischen 400 und 500 mm.

## Geschichte
Das französische Übersee-Forschungsinstitut Office de la Recherche Scientifique et Technique Outre-Mer (ORSTOM) betrieb an der Straße zwischen El Kolta und Karazomé eine geomagnetische Station, die zu einem Netzwerk von mehreren hundert ORSTOM-Stationen in Westafrika gehörte, an denen in den 1950er Jahren geomagnetische Messungen vorgenommen wurden. Ein solarenergiebetriebenes Wasserversorgungssystem auf Basis von Grundwasser wurde 2009 in El Kolta installiert. Der staatliche Stromversorger NIGELEC elektrifizierte das Dorf ab 2012.

## Bevölkerung
Bei der Volkszählung 2012 hatte El Kolta 2511 Einwohner, die in 296 Haushalten lebten. Bei der Volkszählung 2001 betrug die Einwohnerzahl 1661 in 227 Haushalten und bei der Volkszählung 1988 belief sich die Einwohnerzahl auf 981 in 148 Haushalten.
Die Zone entlang des Trockentals gehört zu den am dichtesten besiedelten und zugleich zu den ärmsten Nigers, mit erhöhter Unterernährung.

## Wirtschaft und Infrastruktur

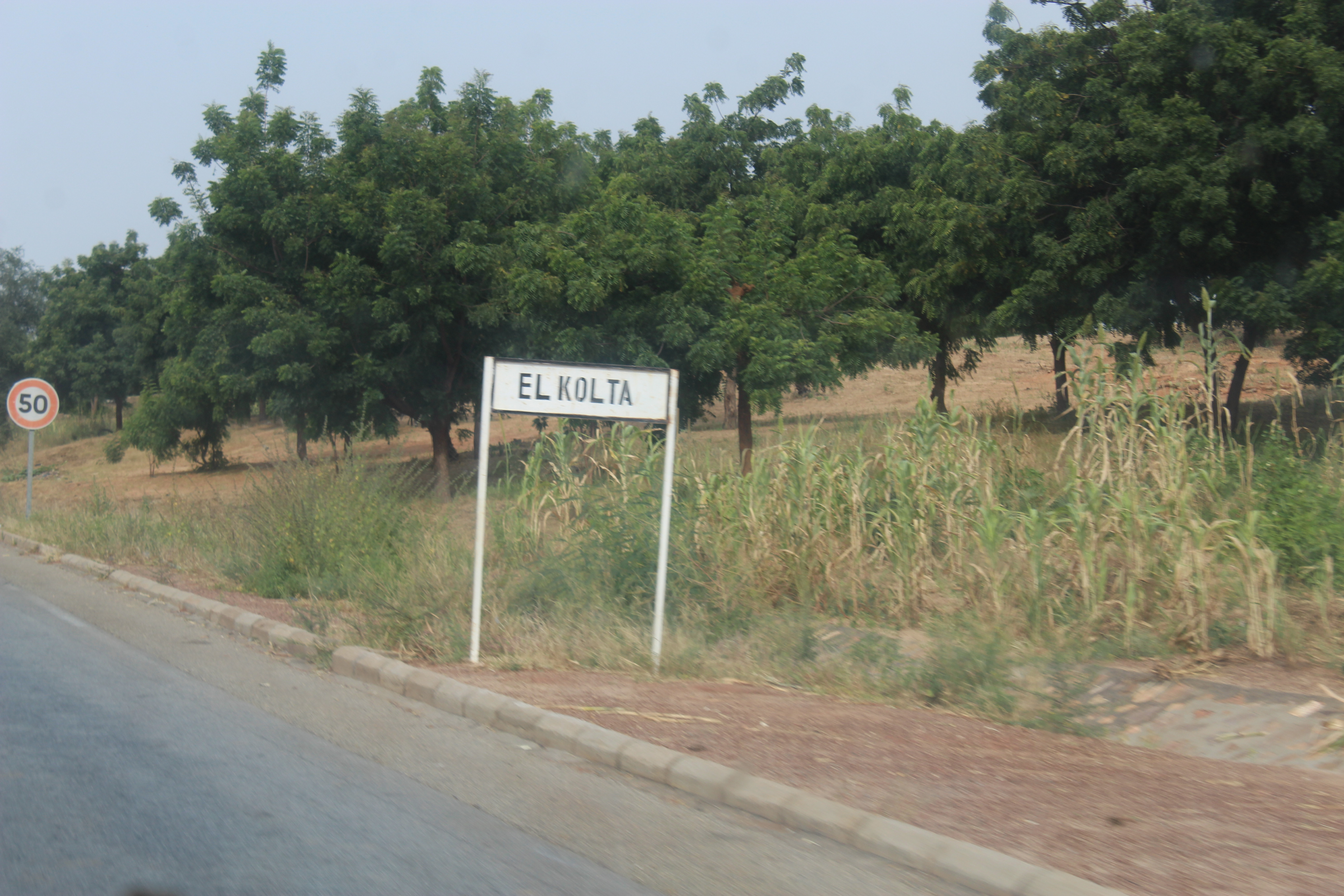
Ortstafel von El Kolta an der Nationalstraße 1 (2023)

Im Dorf wird ein Wochenmarkt abgehalten. Der Markttag ist Samstag. Der Markt wurde nach 1960, dem Jahr der staatlichen Unabhängigkeit Nigers, etabliert. El Kolta liegt im weitläufigen Weideland zwischen den Trockentälern Goulbin Kaba und Goulbi de Maradi, das traditionellerweise in der Trockenzeit von nomadischen Fulbe- und Wodaabe-Viehzüchtern aufgesucht wird. Im Dorf wird Saatgut für Hirse produziert.
In der Siedlung ist ein Gesundheitszentrum des Typs Centre de Santé Intégré (CSI) vorhanden. Es gibt eine Schule.
Durch El Kolta führt die asphaltierte Nationalstraße 1, die längste Fernstraße Nigers.